# فراری لافراری
فراری لافراری (به انگلیسی: Ferrari LaFerrari) یک خودروی سوپر اسپرت هیبریدی تنفس طبیعی ساخت شرکت ایتالیایی فراری است. ۴۹۹ دستگاه از مدل کوپه و ۲۱۰ دستگاه از مدل آپرتا از این خودرو از سال ۲۰۱۳ تا ۲۰۱۸ تولید شده‌است. این خودرو در زمان تولید حدود ۱٫۴ میلیون دلار قیمت داشته‌است.

## نسخه‌ها

### لافراری (۲۰۱۳–۲۰۱۶)
خود فراری لافراری، با توجه به نتایج آزمایش‌ها روی فراری اف‌ایکس‌ایکس و تحقیقات دانشگاه مودنا روی پروژه میلچیلی ساخته شد. بر اساس نتایج پروژه میلچیلی، قرار بود خودروی ساخته شد زیر ۱۰۰۰ کیلوگرم وزن داشته باشد، اما در نهایت وزن خام لافراری معادل ۱۲۵۵ کیلوگرم شد. فقط ۴۹۹ دستگاه لافراری ساخته شد، که هزینه هرکدام بیش از ۱ میلیون دلار آمریکا بود. تولید پانصدمین لافراری کوپه در ۳۱ اوت ۲۰۱۶ اعلام شد. قرار شد این خودرو در اوت ۲۰۱۶ در حراج فروخته شده و درآمد آن به مردم زلزله‌زده مرکز ایتالیا در زمین‌لرزه اوت ۲۰۱۶ مرکز ایتالیا داده شود. این مدل مخصوص نهایتاً در ۳ دسامبر ۲۰۱۶ و در حراجی ساتبیز به قیمت ۷٫۵ میلیون دلار به فروش رفت. تمام درآمد حاصل از این مدل، به بودجه امداد زلزله سازمان ملی ایتالیایی آمریکایی‌ها داده شد.
لافراری اولین بار در نمایشگاه خودرو ژنو ۲۰۱۳ رونمایی شد.

### لافراری اپرتا (۲۰۱۶–۲۰۱۷)
فراری لافراری اپرتا، یک نسخه تولید محدود از فراری لافراری بود، که ۲۱۰ نسخه از آن تولید شد. در ابتدا ۲۰۰ نسخه از این مدل تولید و به فروش رسید، و ۹ مدل هم برای به‌کار گرفته شدن در جشن هفتادمین سالگرد فراری ساخته شدند. یک مدل باقی‌مانده بعداً در حراجی فروخته شد. لافراری اپرتا در دو نسخه دارای سقف قابل‌حذف سخت فیبرکربنی و سقف قابل‌حذف نرم عرضه شد. دیگر تغییرات شامل کنترل الکترونیک قدرتمندتر منبع تغذیه و موتور، رادیاتور زاویه‌دار برای هدایت بیشتر جریان هوا به زیر بدنه نسبت به درب موتور، باله جلویی بزرگ‌تر، دو بخش L شکل برای جلوگیری از وارد آمدن فشار هوای بیش از حد به پشت بدنه در غیاب سقف، و قرار دادن بخش‌های فیبرکربنی در کنار درها برای تغییر زاویه بازشدن آن‌ها بودند.
لافراری اپرتا نخستین بار در نمایشگاه خودروی پاریس در سال ۲۰۱۶ رونمایی شد. این خودرو همانند دیگر مدل‌های کروکی فراری، از برچسب اپرتا برای نشان دادن سقف جمع شونده خود بهره می‌برد. بنا به اعلام فراری، تمامی مدل‌ها قبل از رونمایی توسط دعوت‌نامه‌هایی به مشتریان فروخته شدند.

## مشخصات

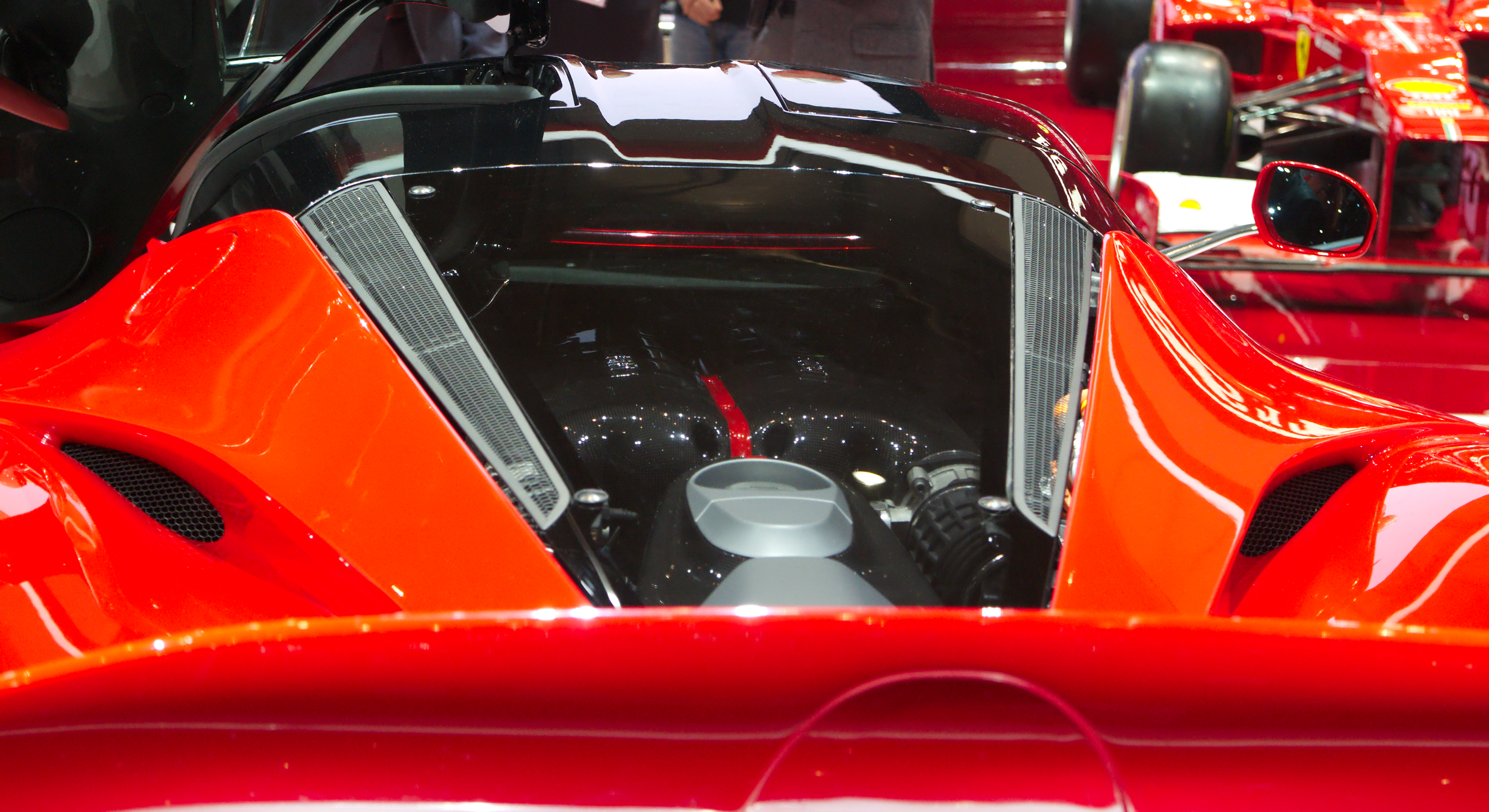
فراری لافراری

لافراری با یک موتور ۶٫۲ لیتری V12 توان تولید ۹۵۰ اسب بخار نیرو را در ۹۰۰۰ دور بر دقیقه دارا می‌باشد. همچنین گشتاور آن در ۶۷۵۰ دور بر دقیقه ۷۰۰ نیوتن‌متر است. همچنین در عقب و زیر صندلی‌ها یک بسته باتری لیتیومی ۶۰ کیلوگرمی همراه با یک موتور الکتریکی ۲۵/۷ کیلوگرمی قرار گرفته‌است. این موتور الکتریکی، ۱۶۳ اسب بخار قدرت و ۲۷۰ نیوتن‌متر به پیشرانه خودرو می‌افزاید تا در مجموع، لافراری ۹۶۳ اسب بخار قدرت و ۹۷۰ نیوتن‌متر گشتاور داشته باشد. البته باید این نکته را در نظر داشت که مانند رقبایش p1 و ۹۱۸ لافراری نمی‌تواند با موتور الکتریکی تنها راندا شود زیرا موتور الکتریکی و بنزینی با هم ادغام هستند این درحالی است که وزن این سوپرکار فقط ۱۲۵۵ کیلوگرم است که با توجه به نوع موتور یک آن یک معجزه محسوب می‌شود.
این خودرو صفر تا صد ۲٫۵ ثانیه می‌پیماید و بیشینه سرعت آن نیز به بیش از ۳۵۰ کیلومتر در ساعت می‌رسد.
برخلاف رقبایش یعنی مک‌لارن و پورشه ۹۱۸، که همگی بسان لافراری هیبریدی هستند، پیشرانه فراری طوری طراحی شده تا همواره حداکثر نیروی خروجی‌قابل استفاده باشد و هیچ حالت رانندگی خاصی برای آن در نظر گرفته نشده‌است. موتور احتراق داخلی و سیستم Hy-KERS به صورت یکپارچه طراحی شده‌اند و تمام ۹۶۳ اسب‌بخار در هر زمان قابل‌دسترس هستند.
در دور موتورهای پایین، الکتریسیته گشتاور را به صورت لحظه‌ای تأمین می‌کند و پس از دور موتور ۳۰۰، V16 نیز کارایی خود را نشان می‌دهد.

## موتور بنزینی
موتور بنزینی این خودرو به حجم دقیق ۶۲۶۲ سی‌سی از هیچ توربوشارژی کمک نمی‌گیرد و کاملاً تنفس طبیعی می‌باشد. این موتور قوی‌ترین موتوری بود که تا به آن زمان بر روی یک خودروی جاده‌ای قرار گرفته.

## موتور الکتریکی

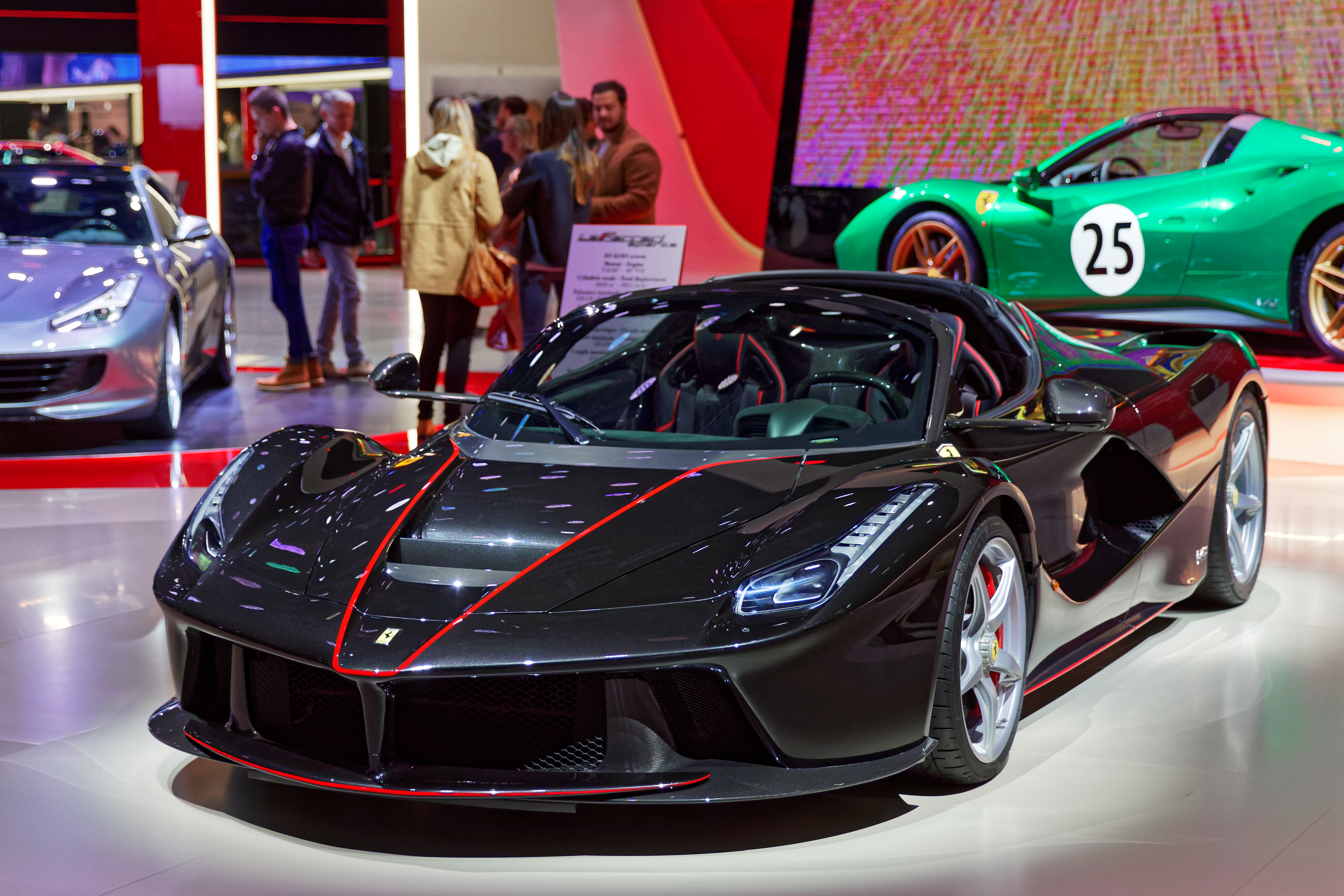
فراری لافراری اپرتا

لافراری اولین نسخهٔ هیبریدی کمپانی فراری می‌باشد. باتری‌های خودرو ساخته شده از ۱۲۰ سلول منتاژ شده در هشت مازول ۱۵ سلولی است که برابر با ۴۰ باتری سنتی می‌باشد. به‌طور کلی وزن آن ۶۰ کیلوگرم است.

### شارژ باتری‌ها
باتری‌های خودرو به دو سیاق شارژ می‌شوند.
یا از طریق اتصال به منبع برق یا هنگام گرفتن ترمز. در زمان ترمزگیری گشتاور اضافی که موتور V-12 تولید می‌شود و به چرخ فرستاده می‌شود تبدیل به انرژی ذخیره شده در باتری خواهد شد.